# Dorche
Die Dorche ist ein Fluss im Naturpark Schlaubetal und fließt im Dorchetal. Das Tal ist ein 131 ha großes Fauna-Flora-Habitat.

## Entstehung
Das etwa 7 km lange Dorchetal entstand aus einer Schmelzwasserrinne unter dem Inlandeis vor etwa 21.000 Jahren in der Weichseleiszeit. 

## Verlauf
Die Dorche entspringt zwischen Ossendorf und Bomsdorf westlich von Schwerzko und östlich von Göhlen. Diese Ortsteile gehören alle zur Gemeinde Neuzelle. Von dort aus führt ihr Weg in den Großen Kahntopfen, ein kleines Gewässer, an welchem sich noch Sumpf-Glanzkraut, eine Orchideenart, findet. Weiter in den Kleinen Kahntopfen und von dort aus nach Schwerzko. Auf den Feuchtwiesen des Großen Schwerzkoer Teich findet sich ein Bestand von Breitblättrigem Knabenkraut. Hier ist die noch erhaltene Schwerzkoer Mühle von 1420 zu finden. 
Auf ihrem weiteren Weg durch eine Anzahl kleiner Teiche, am ehemaligen Standort der Mittelmühle vorbei, erreicht die Dorche den Mühlenteich der ehemaligen Neumühle. In Kummro liegt der Mühlensee der Kummeroer Mühle, vorbei an Belgers Mühle, um kurz darauf den Klosterteich über zwei Einmündungen in Neuzelle mit den Resten der Neuzeller Klostermühle zu erreichen. Von hier wird das Wasser über Gräben Richtung Oder abgeführt. Der abführende Klostergraben wird auch Töpfergraben genannt.

## Namensdeutung
Die beiden Kahntopfen werden bereits 1733 zum Neuzeller Kloster gezählt. Kantopp oder Cantöpffe, so wurden die Weiher ebenfalls genannt, beziehen sich auf das altsorbische konothope bzw. konotop, was Pferdeschwemme bedeutet. Die Dorche findet sich 1733 als türckel wasser, im Mittelhochdeutschen bezeichnet türkel einen blaugrauen Edelstein, vermutlich wurde die Farbe des Wassers so beschrieben. Das Neuzeller Urmeßtischblatt von 1844 überliefert die Bezeichnung Kahntöpfe-Bach, später auch Kahntopfenfließ genannt. Der Name Dorche scheint sich erst Ende des 19. Jahrhunderts eingebürgert zu haben, da bis dahin auch Grenzfließ oder Mühlenfließ in der Umgangssprache üblich waren.